# Franz Josef Degenhardt

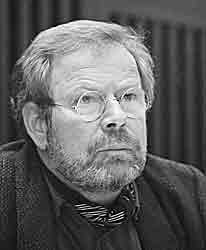
Franz Josef Degenhardt (1987)

Franz Josef Degenhardt (* 3. Dezember 1931 in Schwelm; † 14. November 2011 in Quickborn) war ein deutscher Liedermacher, Schriftsteller und Rechtsanwalt. Degenhardt stand der 68er-Bewegung nahe und nahm zu zahlreichen politischen Themen seiner Zeit Stellung. Bekannt wurden insbesondere sein Lied Spiel nicht mit den Schmuddelkindern aus dem gleichnamigen Album (1965) und sein Debüt-Roman Zündschnüre (1973).

## Leben und Wirken
Franz Josef Degenhardt, geboren am südöstlichen Rand des Ruhrgebiets, wuchs in einer katholischen Familie auf. Als Gymnasiast wurde er nach 1945 durch den Reformpädagogen Fritz Helling unterrichtet, der bis 1952 als Direktor des Jungengymnasiums lehrte. Nach dem Studium der Rechtswissenschaften in Köln und Freiburg 1952–1956 und Ablegen des ersten juristischen Staatsexamens 1956 sowie des zweiten juristischen Staatsexamens 1960 arbeitete er ab 1961 für das Institut für Europäisches Recht der Universität des Saarlandes. Er promovierte 1966 mit einer Studie über Die Auslegung und Berichtigung von Urteilen des Gerichtshofs der Europäischen Gemeinschaften. 1968 verteidigte Degenhardt als Rechtsanwalt in mehreren Prozessen Sozialdemokraten oder Kommunisten, die wegen Aktionen der APO angeklagt waren. 1972/73 verteidigte er Mitglieder der Baader-Meinhof-Gruppe.
1961 trat Degenhardt der SPD bei, wurde jedoch 1971 ausgeschlossen, weil er in Schleswig-Holstein zur Wahl der DKP aufgerufen hatte. 1978 trat er in die DKP ein. Als Liedermacher war er eine Stimme der 68er-Bewegung, engagierte sich für die Ostermarschbewegung, die Proteste gegen den Vietnamkrieg, die Notstandsgesetze und den Radikalenerlass.
Seine ersten Auftritte hatte er auf den Burg-Waldeck-Festivals. 1963 erschien sein erstes Album Zwischen null Uhr null und Mitternacht – Baenkel-Songs, 1965 Spiel nicht mit den Schmuddelkindern, dessen Titellied ihn berühmt machte.
1967 produzierte er im Quartett mit Hanns Dieter Hüsch, Wolfgang Neuss und Dieter Süverkrüp das gemeinsame Liederbuch Da habt ihr es! Das Album Franz Josef Degenhardt Live von 1968 nahm drei aktuelle politische Themen auf: Für Mikis Theodorakis verurteilt die griechische Militärdiktatur, Zu Prag bezieht sich auf den Prager Frühling, Der Gott der Pille nimmt Stellung für die Empfängnisverhütung. Seine Coverversion des Songs Here’s to You über Sacco und Vanzetti von 1972 war ein Solidaritätslied für Angela Davis, der in einem politischen Prozess die Todesstrafe drohte. 1977 erschien das Album Wildledermantelmann.
Degenhardt trat bei den UZ-Pressefesten der DKP sowie bei zahlreichen Konzerten der westdeutschen Friedensbewegung auf. In mehreren Liedern setzte er sich mit dem Zweiten Weltkrieg, dem Vietnamkrieg und der Gefahr eines Atomkriegs auseinander. Die Liedermacher Konstantin Wecker und Prinz Chaos II. schrieben in ihrem Nachruf auf Degenhardt: „Degenhardts Lieder in den öffentlichen Rundfunkanstalten zu spielen, war ab Ende der 70er verboten.“
Degenhardt verfasste mehrere Romane mit zum Teil autobiografischen Zügen, in denen meist Rechtsanwälte oder Liedermacher die Protagonisten sind, unter anderem Brandstellen, Für ewig und drei Tage und Der Liedermacher. Sein Roman-Erstling Zündschnüre (1973) erzählt den Alltag und die Abenteuer einiger Arbeiterkinder am Ende des Zweiten Weltkriegs in der Stadt Schwelm. Er war ein großer Erfolg und wurde 1974 von Reinhard Hauff fürs Fernsehen verfilmt. Sein zweiter Roman Brandstellen erzählt vom Widerstand einer Bürgerinitiative gegen einen Truppenübungsplatz der NATO. Als literarischer Anstoß diente der vergebliche Kampf der Gemeinde Klausheide gegen den NATO-Bombenabwurfplatz Nordhorn Range in den Jahren 1971 bis 1973. Der Roman wurde 1977 von der DEFA (DDR) verfilmt (Drehbuch Gerhard Bengsch, Regie Horst E. Brandt). Im Kulturmaschinen-Verlag erscheint seit 2011 eine auf zehn Bände angelegte Werkausgabe seiner belletristischen Arbeiten.
Während die allgemeine Rezeption Degenhardt als politischen Autor sieht, aber seine künstlerische Würdigung oft an den Rand rückt, ergänzen J. Gundelach und A. Schalk in ihrem Beitrag in Literatur für Leser (2012) die Perspektive: Sie weisen auf die Verwurzelung Degenhardts in der Tradition der Romantik hin, speziell in der schwarzen Romantik, besonders in der Leidenschaft für die schaurige Moritat (z. B. im Lied Der Talisman vom Album Wenn der Senator erzählt). Die makabere Situation im Nachkriegsdeutschland zwischen Restauration und Auseinandersetzung mit der Vergangenheit bot diesbezüglich viele Ansatzpunkte, die, wie die Autoren an den frühen Liedern zeigen, von Degenhardt auf originelle Weise aufgegriffen wurden. Sie gebrauchen das Bild einer dünnen und zweifelhaft tragfähigen Grasschicht über Massengräbern, um den Umgang Degenhardts mit dieser Herausforderung zu beschreiben.
Auch wenn später die konkrete Agitation mehr und mehr bestimmend wurde, blieb dieser Aspekt untergründig in Degenhardts Werk lebendig und gewann im späteren Werk wieder mehr Platz im Vordergrund (z. B. Olle Klaas vom Album Aus dem Tiefland von 1994). Auch in den Romanen Degenhardts finden die Autoren ein hintergründiges, der Romantik angehöriges Befreiungs- und Versöhnungsmodell, welches bei Degenhardt letztlich die von ihm selbst verkündete Skepsis gegenüber Zwischentönen in der politischen Auseinandersetzung übersteht sowie sein Werk bereichert und weit über reine Agitprop-Literatur erhebt. Dies zeige sich bereits in Degenhardts ersten Romanen Zündschnüre und Brandstellen, in denen Degenhardt den dargestellten Personen z. T. facettenreich über ihre Rollen in einem politischen Lehrstück hinaus Gestalt gibt.
Degenhardt war ab 1983 bis zum Ende der DDR korrespondierendes Mitglied der Akademie der Künste der DDR. Er trat seit den 1970er Jahren mehrmals beim Festival des politischen Liedes auf. Seine beiden Söhne Jan Degenhardt und Kai Degenhardt veröffentlichten als Liedermacher ebenfalls Soloalben. Degenhardt war ein Cousin des 2002 verstorbenen Paderborner Kardinals Johannes Joachim Degenhardt und Schwager der Illustratorin Gertrude Degenhardt, die für ihn mehrere Plattencover illustrierte. Franz Josef Degenhardt lebte in Quickborn im Kreis Pinneberg. Dort starb er im November 2011 im Kreise seiner Familie.

## Werke
- Die Auslegung und Berichtigung von Urteilen des Gerichtshofs der Europäischen Gemeinschaften. In: Schriftenreihe des Instituts für Europäisches Recht der Universität des Saarlandes, Band 8, Kohlhammer, Stuttgart/Librairie encyclopédique, Bruxelles [Brüssel] 1969, DNB 456320636 (Dissertation Universität Saarbrücken).

### Diskografie
- 1963: Rumpelstilzchen (ursprünglich: Zwischen Null Uhr Null und Mitternacht)
- 1965: Spiel nicht mit den Schmuddelkindern
- 1966: Väterchen Franz
- 1968: Wenn der Senator erzählt
- 1968: Live 68 (Live)
- 1969: Im Jahr der Schweine
- 1971: Wallfahrt zum Big Zeppelin (Live)
- 1972: Mutter Mathilde
- 1973: Kommt an den Tisch unter Pflaumenbäumen (mit der Ballade über Joß Fritz)
- 1975: Mit aufrechtem Gang
- 1977: Wildledermantelmann
- 1978: Liederbuch (Live, Doppel-LP)
- 1980: Der Wind hat sich gedreht im Lande
- 1982: Du bist anders als die anderen
- 1983: Lullaby zwischen den Kriegen
- 1985: Vorsicht Gorilla!
- 1986: Junge Paare auf Bänken (Lieder von Georges Brassens)
- 1987: Da müssen wir durch
- 1987: Diesmal werd’ ich nicht mit ihnen zieh’n – Friedenslieder von und mit Franz Josef Degenhardt
- 1988: Jahreszeiten
- 1989: Aus diesem Land sind meine Lieder (Live, Doppel-CD)
- 1990: Wer jetzt nicht tanzt
- 1992: Und am Ende wieder leben
- 1993: Nocturn
- 1994: Aus dem Tiefland
- 1996: Weiter im Text
- 1998: Sie kommen alle wieder – oder? (Live)
- 2000: Café nach dem Fall
- 2002: Quantensprung
- 2006: Dämmerung
- 2008: Dreizehnbogen

### Sampler, Singles, EPs, Sonstiges
- 1964: Mitternachts-Bänkel Songs (10"LP) Polydor J73 551
- 1965: Spiel nicht mit den Schmuddelkindern (LP) Polydor 2428 121
- 1965: Wölfe mitten im Mai (oder August der Schäfer) (LP)
- 1967: Da frierst du vor Gemütlichkeit (LP) Polydor H 840
- 1968: Adieu Kumpanen (LP) Polydor H872/4
- 1969: Vatis Argumente/P.T. aus Arizona (Single) Polydor 53 026
- 1969: Porträt (Doppel-LP) Polydor 2638 009
- 1970: Degenhardt, Schütt& Wandrey LIVE Rote Rille
- 1971: Degenhardt, Schütt & Wandrey
- 1971: Franz Josef Degenhardt (3-LP) Polydor 827 972–1
- 1972: Sacco und Vanzetti/Befragung eines Kriegsdienstverweigerers (Single) Polydor 2041 252
- 1974: Meine Lieblingssongs (LP) Polydor 2371 466
- 1974: Portugal/Chile (Single) Polydor 2041 568
- 1977: Der frühe Degenhardt (4-LP) Polydor 2630 089
- 1978: Starstunden – Väterchen Franz (LP) Polydor 2416 185
- 1981: Der ganze Degenhardt (12-LP + Maxi in einer Box) Polydor 2630 126
- 1981: Durch die Jahre (LP) Polydor 2459 242
- 1985: Jahreszeiten (Maxi) Polydor 835 628–2
- 1987: Ich laß dich …/Am Spion (Single) Polydor 887 150–7
- 1988: Stationen (Doppel-CD)
- 1989: Von damals und von dieser Zeit (Doppel-CD)
- 1996: Quartett 67 (Live), (Doppel-CD mit Dieter Süverkrüp, Wolfgang Neuss, Hanns Dieter Hüsch, bis dahin unveröffentlichte Aufnahmen aus dem Jahr 1967)
- 2003: Krieg gegen den Krieg CD
- 2011: Gehen unsere Träume durch mein Lied: Ausgewählte Lieder (4-CD-Werkschau)

### Romane
- 1973: Zündschnüre
- 1974: Brandstellen
- 1976: Petroleum und Robbenöl oder wie Mayak der Eskimo kam und mein verrückter Vater wieder gesund wurde
- 1979: Die Mißhandlung oder der freihändige Gang über das Geländer der S-Bahn-Brücke
- 1982: Der Liedermacher
- 1985: Die Abholzung
- 1991: August Heinrich Hoffmann, genannt von Fallersleben
- 1998: Für ewig und drei Tage
- 1999: Petroleum und Robbenöl (Hörbuch)

### Mitherausgeber
- Rechtsanwaltsbüro Groenewold, Degenhardt, Reinhard (Hrsg.): Politische Justiz. Dokumentation über den Ausweisungsterror an Palästinensern. Association, Hamburg 1972, DNB 730217558.

### Werkausgabe
- Band 1: Zündschnüre. Kulturmaschinen, Berlin 2011, ISBN 978-3-940274-43-4.
- Band 2: Brandstellen. Kulturmaschinen, Berlin 2011, ISBN 978-3-940274-44-1.
- Band 3: Petroleum und Robbenöl, oder wie Mayak der Eskimo kam und mein verrückter Vater wieder gesund wurde. Kulturmaschinen, Berlin 2012, ISBN 978-3-940274-45-8.
- Band 4: Die Misshandlung, oder Der freihändige Gang über das Geländer der S-Bahn-Brücke. Kulturmaschinen, Berlin 2012, ISBN 978-3-940274-46-5.
- Band 5: Der Liedermacher. Kulturmaschinen, Berlin 2012, ISBN 978-3-940274-48-9.
- Band 6: Die Abholzung. Kulturmaschinen, Berlin 2012, ISBN 978-3-940274-47-2.
- Band 7: Der Mann aus Fallersleben. Die Lieben des August Heinrich Hoffmann. Kulturmaschinen, Berlin 2013, ISBN 978-3-940274-49-6.
- Band 8: Für ewig und drei Tage. Kulturmaschinen, Berlin 2013, ISBN 978-3-940274-50-2.

## Liederbücher
- 1964: Zwischen null Uhr null und Mitternacht. Baenkel-Songs 63 von und mit Franz Josef Degenhardt. Polyphon Musikverlag GmbH, Köln
- 1967: Da habt ihr es! Stücke und Lieder für ein deutsches Quartett mit Wolfgang Neuss, Hanns Dieter Hüsch und Dieter Süverkrüp (Die Texte zu der CD „Quartett 67“); Illustrationen: Eduard Prüssen. Hoffmann und Campe, Hamburg
- 1969: Spiel nicht mit den Schmuddelkindern. Illustrationen: Eduard Prüssen.
  - 1969: Spiel nicht mit den Schmuddelkindern. Balladen, Chansons, Grotesken, Lieder mit 28 Illustrationen und Umschlaggestaltung durch Horst Janssen. Rowohlt Taschenbuch Verlag, Reinbek bei Hamburg, ISBN 3-499-11168-3.
- 1970: Im Jahr der Schweine.
- 1974: Laßt nicht die roten Hähne flattern.
- 1978: Kommt an den Tisch unter Pflaumenbäumen, alle Lieder mit Noten bis 1975, rororo 5774, Reinbek bei Hamburg, ISBN 3-499-15774-8 (1984 auch als Ala Kumpanen – Sangesbrüder bei Reclam in Leipzig veröffentlicht).
- 1979: Kommt an den Tisch unter Pflaumenbäumen. Alle Lieder von Franz Josef Degenhardt. Mit Zeichnungen von Gertrude Degenhardt. Ausgabe Büchergilde Gutenberg. C. Bertelsmann Verlag GmbH, München 1979, ISBN 3-7632-2369-X.
- 1987: Reiter wieder an der schwarzen Mauer.
- 2006: Die Lieder.

## Filmografie

### Drehbuchvorlage
- 1974: Zündschnüre (nach seinem gleichnamigen Roman)
- 1978: Brandstellen (nach seinem gleichnamigen Roman)

### OFF-Sprecher
- 1987: Tango du Midi (Sprechrolle)

### Komponist
- 1974: Zündschnüre (Originalmusik)

### Weitere Auftritte
- 1983: Sag nein (Dokumentation von Stefan Aust)

## Auszeichnungen
- 1970: Deutscher Schallplattenpreis
- 1980: Preis der deutschen Schallplattenkritik
- 1983: Deutscher Kleinkunstpreis
- 1986: SWF-Liederpreis
- 1988: SWF-Liederpreis
- 2001: Kulturpreis des Kreises Pinneberg
- 2008: Preis der deutschen Schallplattenkritik